# گمینا دوشنگکی
گمینا دوشنگکی (به لهستانی:  Gmina Duszniki) یک گمینا در لهستان است که در شهرستان شاموتوو واقع شده‌است. گمینا دوشنگکی ۱۵۶٫۲۸ کیلومتر مربع مساحت و ۸٬۱۶۰ نفر جمعیت دارد.